# 江藤博利
江藤 博利（えとう ひろとし、1958年9月5日 - ）は、日本のタレント、歌手、俳優、実業家。日本のバンド、男性アイドルグループ・ずうとるびのメンバー。

## 来歴・人物
宮崎県都城市出身。幼少の頃から子役として活動した。中学校時代は一時芸能界から離れ学業に専念した。バレーボール部に所属していた。
1973年、ずうとるびの結成に参加した。ずうとるびではギターを担当した。
同じメンバーだった山田隆夫の脱退後はボケ役を受け持つようになった。
「三波伸介の凸凹大学校」のエスチャー（絵+ジェスチャーの造語）コーナーでは、出題されたモチーフを推測するのも困難なほどデッサンの狂った個性的な絵を描いて共演者を混乱させるが、観客や視聴者にはそれらも含めて好評であり、新たな「芸風」を確立した。「お笑いマンガ道場」にも頻繁にゲスト出演した。芋虫にしっぽを生やしたような、独特な動物の絵（あらゆる動物はもちろん、鳥や魚も同じ絵）を描いた。
ずうとるび解散後は「クイズ・ドレミファドン!」や「オールスター水泳大会」のアシスタントなどバラエティ番組を中心にタレントとして活動した。
カラオケ「GSスタジオ」六本木店オーナーを経て、新小岩でダーツバーを経営した。一方で「やっちゃいました劇団」「座・アバウト」などを立ち上げ活動している他、「はいからフライデーナイト」など、関東ローカル系の番組に時々出演している。なお、元フィンガー5の玉元正男とは現在も親交があり、イベントなどで共演する事も多い。
2012年、ずうとるび再結成の話が持ち上がったが実現せず、代わりに同じくメンバーだった池田善彦とユニットを結成した。以降、定期的にライブ活動を行っている。
2013年3月17日、ソロデビューシングル「青春いつまでも」をリリースした。
また、同じ年に同期デビューの元アイドル・あいざき進也と「あいざき君と江藤くん」というお笑いコンビを結成し、「キングオブコント2013」に出場したが、予選1回戦で敗退した。
2014年3月、「お笑いと歌が融合していた昭和の時代のTVバラエティのスタイルを踏襲。あの頃のTVバラエティの楽しさを当時の公開放送の雰囲気で再現」をコンセプトに掲げた劇団『昭和歌謡コメディ』を旗揚げした。2024年12月まで年2回ペースで公演を行い、築地本願寺内ブディストホールおよび池袋シアターグリーンBOX in BOX THEATERで開催した。
2020年、ずうとるび再結成に参加した。

## 出演

### ドラマ
- 宇宙猿人ゴリ 第17話「空とぶ鯨サンダーゲイ」第18話「怪獣島に潜入せよ!!」（1971年、フジテレビ） - 立花進 役
- 特別機動捜査隊 第531話「わが作戦破れたり」（1972年、NET） - 勝男 役
- スペクトルマン 第62話「最後の死斗だ猿人ゴリ!!」第63話「さようならスペクトルマン」（1972年、フジテレビ） - 木戸口二郎 役
- へんしん!ポンポコ玉（1973年、TBS） - キック 役
- 七人の刑事 第60話「おれたちの甲子園」（1979年、TBS）
- 爆走!ドーベルマン刑事 第8話「消えた黒バイ!」（1980年、テレビ朝日）
- ある日突然?!スパゲティ・ママの青春白書（1980年、テレビ朝日） - 中島 役
- 刑事犬カール2 （1981年、TBS） - 高村登 役
- 太陽にほえろ! 第473話「ダーティなゴリ」（1981年、日本テレビ） - 吉川修 役
- 月曜ドラマランド（フジテレビ）
  - てんてん娘（1984年）
  - のんき君3（1984年）
  - 特別機動少女隊ホールドアップ（1985年） - 丸井三郎 役
  - おニャン子学園危機イッパツ とんだ放課後（1986年）
- 特捜最前線 第487話「涼子・夢に縋った女!」（1986年、テレビ朝日）
- オマタかおる （1997年、テレビ朝日）
- 透明少女エア （1998年、テレビ朝日）
- ドラゴンフライ （2006年、WOWOW）

### バラエティ
- 三波伸介の凸凹大学校
- クイズ・ドレミファドン!
- お笑いマンガ道場
- クイズ!脳ベルSHOW特別編（2025年1月2日、BSフジ）

### 映画
- シブがき隊 ボーイズ & ガールズ（1982年、東映）
- デコトラの鷲（しゅう） シリーズ （2003年 - 2008年、オフィスサンヨー企画） - 桃瀬春彦 役（第1作目は 江藤寛利（えとうひろとし）名義）
- On the Rock（2005年、NETCINEMA.TV）

### オリジナルビデオ
- 借王（シャッキング） ファイナル（2002年、日活、借王 第9作(最終作) Vシネマ） - ゴルフ場の支配人 役

### ラジオ番組
- 江藤博利の陽気にチャンス! CHANCE! チャンス!!（文化放送）

### 舞台
- 江藤博利プロデュース昭和歌謡コメディ

## ディスコグラフィ

### シングル
- 青春いつまでも／俺の人生（2013年3月17日） ※ソロデビューシングル

青春いつまでも 　作詞／作曲:穂口雄右
俺の人生　作詞:江藤博利／作曲:大澤定永
- ラブリーボーイはみかん色／二人のドリームイン築地（2015年12月17日） - 林寛子とのデュエットソング[4]

ラブリーボーイはみかん色 　作詞:林寛子／作曲:佐瀬寿一
二人のドリームイン築地　作詞:林寛子／作曲:黒住和男